# Джен Гутовський
Вітольд Бардах (пол. Witold Bardach; 26 липня 1925 — 10 травня 2016), більш відомий як Джен Гутовський (пол. Gene Gutowski), — польсько-американський кінопродюсер, який продюсував багато фільмів Романа Поланскі, зокрема «Відраза» (1965), «Тупик» (1966), «Бал вампірів» (1967) та «Піаніст» (2002).

## Життєпис

### Ранні роки
Вітольд Бардах народився у Львові у 1925 році в родині юриста Юліуша Бардаха та піаністки Анни Бардах (дівоче прізвище Гарфункель). З 1933 року до початку війни у 1939 році родина Бардахів проживала в Раві-Руській. Потім вони повернулися до Львова, де під радянською окупацією Вітольд розпочав навчання скульптурі в Інституті образотворчих мистецтв під керівництвом Мар'яна Внука. У 1941 році німці окупували Львів, а через рік уся його родина, яка століттями проживала там, була знищена.
Бардах утік до Варшави, де спочатку працював у фотографа, а згодом — на заводі Junkers в аеропорту Окенце (Варшавський аеропорт імені Шопена), таємно передаючи радіопередавачі Люфтваффе підпільній Армії Крайовій. Щоб уникнути Гестапо у 18 років, він узяв ім’я Євгеніуш Гутовскі й покинув Варшаву, переїхавши до Риги, Латвія, де очолив будівельну компанію, що працювала на Організацію Тодта. Наприкінці 1944 року його евакуювали до Німеччини через Балтійське море, Гданськ і Сілезію до Юденбурга в сучасній Австрії. У травні 1945 року, утікаючи від наступаючої радянської армії, Гутовскі приєднався до Корпусу контррозвідки армії США. Він працював спеціальним агентом до березня 1947 року, коли одружився з працівницею Державного департаменту США Зіллою Роудс і переїхав з нею до Нью-Йорка. У них народилося двоє дітей: Ендрю Гутовскі (17 липня 1951, Нью-Йорк) та Александер Во Гутовскі (7 листопада 1952, Шарлоттсвіль, Вірджинія). У Александра Во Гутовскі була донька Джордан Во (17 вересня 1979, Саскачеван, Канада).

### Кінокар’єра
Після кількох років роботи ілюстратором моди Джен Гутовський розпочав кар’єру в кіно- та телевізійній індустрії, працюючи менеджером виробництва над кількома епізодами телесеріалу середини 1950-х років «Я — шпигун», де головну роль виконував Реймонд Мессі. У 1960 році він переїхав до Лондона, щоб продюсувати фільм «Станція Шість — Сахара», випущений у 1962 році. Там у 1963 році він розпочав співпрацю з Романом Поланскі. У плідній творчій співпраці вони створили фільми «Відраза» (1965), «Тупик» (1966) і «Бал вампірів» (1967), доки Поланскі не переїхав до Голлівуду за контрактом із Paramount Pictures у 1967 році. У 1970 році Гутовскі написав сценарій і продюсував «Пригоди Жерара», режисером якого був Єжи Сколімовський, а також продюсував «День на пляжі» (1970), знятий дебютантом за сценарієм Поланскі, та «Романс конокрада» (1971). Залишаючись близькими друзями протягом багатьох років, Гутовскі та Поланскі знову об’єднали зусилля для продюсування «Піаніста» (2002), який здобув кілька премій Оскар. Гутовскі також ставив кілька театральних вистав, зокрема «Готель «Квітка пристрасті»» (1965), «Смерть і дівчина» (1992) і «Сумнів: Притча» (2007).
У 2004 році була опублікована його польська автобіографія «Від Голокосту до Голлівуду» (пол. Od Holocaustu do Hollywood). Англомовне видання під назвою «З мужністю та нахабством: Історія виживання» (англ. With Balls and Chutzpah: A Story of Survival) вийшло в США у 2011 році. У 2014 році його син, голлівудський режисер і продюсер Адам Бардах, зняв документальний біографічний фільм «Танці перед ворогом: Як підліток обдурив нацистів і вижив» (пол. Mój tata Gene Gutowski).

## Фільмографія
- «Станція Шість — Сахара» (англ. Station Six-Sahara) (1962) — виконавчий продюсер
- «Відраза» (англ. Repulsion) (1965) — продюсер
- «Тупик» (англ. Cul-de-sac) (1966) — продюсер
- «Бал вампірів» (англ. The Fearless Vampire Killers) (1967) — продюсер
- «Пригоди Жерара» (англ. The Adventures of Gerard) (1970) — сценарист/продюсер
- «День на пляжі» (англ. A Day at the Beach) (1970) — продюсер
- «Романс конокрада» (англ. Romance of a Horsethief) (1971) — продюсер
- «Піаніст» (англ. The Pianist) (2002) — співпродюсер
- «Сумнів: Притча» (англ. Doubt: A Parable) (2007, театральна вистава) — продюсер